# ARASHI AROUND ASIA Thailand-Taiwan-Korea
『ARASHI AROUND ASIA Thailand-Taiwan-Korea』（アラシ アラウンド アジア タイランド タイワン コリア）は、日本の男性アイドルグループ・嵐のライブ・ビデオ。2007年5月23日にJ Stormから発売された。

## 概要
初回限定盤と通常盤の2種類でリリース。初回限定盤はDVD3枚組、通常盤はDVD2枚組となっている。
DVDのメインはドキュメントである。
2006年7月から8月まで行われた全国ツアー『嵐 SUMMER TOUR 2006 "ARASHIC ARACHIC ARASICK Cool&Soul"』から、ツアー最終公演となる8月31日開催の横浜アリーナ公演（夜公演）、9月16・17日に行われた自身初となるアジアツアー・台北公演『ARASHI FIRST CONCERT 2006 in Taipei 〜久等了! 嵐來了!〜』、11月11・12日に行われたアジアツアー・韓国公演『ARASHI FIRST CONCERT 2006 in Seoul 〜You are my 서울 SOUL〜』のダイジェスト映像を収録。
初回限定盤にはアジアツアー・台北公演『ARASHI FIRST CONCERT 2006 in Taipei 〜久等了! 嵐來了!〜』から、最終公演となる9月17日公演を完全収録（MCを除く）。
本作初回限定盤収録の「COOL & SOUL」は、後に5thベストアルバム「5×20 All the BEST!! 1999-2019」初回限定盤2特典DVD「ARASHI LIVE CLIPS」にも収録された。

## 収録曲

### 本編映像

#### Disc 1
1. JET STORM【2006.7.31】
  1. Bangkok
  2. Taipei
  3. Seoul
2. ARASHIC ARACHIC ARASICK Cool&Soul Yokohama Arena Live DIGEST（2006.8.31）
  1. きっと大丈夫
  2. JAM
  3. Raise Your Hands
  4. いつかのSummer - 相葉雅紀・櫻井翔
  5. キャラメル・ソング - 二宮和也・相葉雅紀・櫻井翔
  6. Tell me what you wanna be? - 松本潤・二宮和也
作詞・作曲：youth case
  7. Ready To Fly
  8. Secret Eyes - 相葉雅紀・大野智
  9. 超²ありがとう - 櫻井翔・松本潤・二宮和也
  10. LOVE PARADE
  11. シルバーリング
  12. Yes? No?
  13. WISH
3. in Taiwan【2006.9.15-18】ARASHI FIRST CONCERT 2006 in Taipei DIGEST
  1. A・RA・SHI
  2. ハダシの未来
  3. Lucky Man
  4. La tormenta 2004
  5. CARNIVAL NIGHT part2
  6. MC
  7. 言葉より大切なもの
  8. 感謝カンゲキ雨嵐

#### Disc 2
1. in Korea vol.1【2006.9.21-23】
  1. 2006 ASIA SONG FESTIVAL
    1. A・RA・SHI
    2. きっと大丈夫
    3. WISH

  2. Fan Meeting at Melon AX
    1. WISH
    2. A・RA・SHI
2. in Korea vol.2【2006.11.10-12】ARASHI FIRST CONCERT 2006 in Seoul DIGEST
  1. A・RA・SHI
  2. サクラ咲ケ
  3. Lucky Man
  4. MC
  5. 感謝カンゲキ雨嵐
3. TABIDACHI NO ASA at Yokohama Arena

### 特典映像「ARASHI FIRST CONCERT 2006 in Taipei 〜久等了! 嵐來了!〜」
※初回限定盤のみ

#### Disc 3
1. OVERTURE
2. A・RA・SHI
3. サクラ咲ケ
4. ハダシの未来
5. Lucky Man
6. COOL & SOUL
7. I Want Somebody
8. a Day in Our Life
9. アオゾラペダル
10. 秘密 - 二宮和也
11. いつかのSummer - 相葉雅紀
12. TOP SECRET - 大野智
13. La tormenta 2004
14. CARNIVAL NIGHT part2
15. きっと大丈夫
16. 台風ジェネレーション -Typhoon Generation-
17. Blue
18. Unti Unti - 櫻井翔
19. Tell me what you wanna be? - 松本潤
20. RIGHT BACK TO YOU
21. PIKA☆NCHI
22. SUNRISE日本
23. EYES WITH DELIGHT - 松本潤・大野智・櫻井翔
24. 君のために僕がいる - 相葉雅紀・二宮和也
25. PIKA★★NCHI DOUBLE
26. 言葉より大切なもの
27. 感謝カンゲキ雨嵐
28. Hero
29. ファイトソング
30. WISH
31. ココロチラリ
32. A・RA・SHI
33. 五里霧中

## 日程
- 嵐 SUMMER TOUR 2006 “ARASHIC ARACHIC ARASICK Cool&Soul”（★は、追加公演）

|        | 開催日時 | 開演時間 | 会場                            |
| 2006年 | 2006年   | 2006年   | 2006年                          |
| ------ | -------- | -------- | ------------------------------- |
| 1      | 07月09日 | 13:00    | 北海道立総合体育センター        |
| 1      | 07月09日 | 17:00    | 北海道立総合体育センター        |
| 2      | 07月16日 | 12:00    | 広島グリーンアリーナ            |
| 2      | 07月16日 | 16:00    | 広島グリーンアリーナ            |
| 3      | 07月22日 | 18:00    | 横浜アリーナ                    |
| 3      | 07月23日 | 10:00★   | 横浜アリーナ                    |
| 3      | 07月23日 | 14:00    | 横浜アリーナ                    |
| 3      | 07月23日 | 18:00    | 横浜アリーナ                    |
| 4      | 07月29日 | 14:00    | 大阪城ホール                    |
| 4      | 07月29日 | 18:00    | 大阪城ホール                    |
| 4      | 07月30日 | 10:00★   | 大阪城ホール                    |
| 4      | 07月30日 | 14:00    | 大阪城ホール                    |
| 4      | 07月30日 | 18:00    | 大阪城ホール                    |
| 5      | 08月02日 | 14:30    | 長野・ビッグハット              |
| 5      | 08月02日 | 18:30    | 長野・ビッグハット              |
| 6      | 08月09日 | 14:00    | マリンメッセ福岡                |
| 6      | 08月09日 | 18:00    | マリンメッセ福岡                |
| 7      | 08月13日 | 12:00    | サンドーム福井                  |
| 7      | 08月13日 | 16:00    | サンドーム福井                  |
| 8      | 08月16日 | 14:30    | グランディ・21 宮城県総合体育館 |
| 8      | 08月16日 | 18:30    | グランディ・21 宮城県総合体育館 |
| 9      | 08月19日 | 14:00★   | 名古屋レインボーホール          |
| 9      | 08月19日 | 18:00    | 名古屋レインボーホール          |
| 9      | 08月20日 | 10:00★   | 名古屋レインボーホール          |
| 9      | 08月20日 | 14:00    | 名古屋レインボーホール          |
| 9      | 08月20日 | 18:00    | 名古屋レインボーホール          |
| 10     | 08月23日 | 18:30    | 新潟市産業振興センター          |
| 10     | 08月24日 | 14:00    | 新潟市産業振興センター          |
| 10     | 08月24日 | 18:00    | 新潟市産業振興センター          |
| 11     | 08月29日 | 10:30★   | 横浜アリーナ                    |
| 11     | 08月29日 | 14:30    | 横浜アリーナ                    |
| 11     | 08月29日 | 18:30    | 横浜アリーナ                    |
| 11     | 08月30日 | 10:30★   | 横浜アリーナ                    |
| 11     | 08月30日 | 14:00    | 横浜アリーナ                    |
| 11     | 08月30日 | 18:30    | 横浜アリーナ                    |
| 11     | 08月31日 | 14:30★   | 横浜アリーナ                    |
| 11     | 08月31日 | 18:30★   | 横浜アリーナ                    |

- ARASHI FIRST CONCERT 2006 in Taipei 〜久等了! 嵐來了!〜

|        | 開催日時 | 開演時間 （現地時間） | 会場         |
| 2006年 | 2006年   | 2006年                | 2006年       |
| ------ | -------- | --------------------- | ------------ |
| 1      | 9月16日  | 19:00                 | 台北アリーナ |
| 1      | 9月17日  | 19:00                 | 台北アリーナ |

- ARASHI FIRST CONCERT 2006 in Seoul 〜You are my 서울 SOUL〜

|        | 開催日時 | 開演時間 （現地時間） | 会場               |
| 2006年 | 2006年   | 2006年                | 2006年             |
| ------ | -------- | --------------------- | ------------------ |
| 1      | 11月11日 | 14:30                 | オリンピックホール |
| 1      | 11月11日 | 19:30                 | オリンピックホール |
| 1      | 11月12日 | 13:30                 | オリンピックホール |
| 1      | 11月12日 | 18:30                 | オリンピックホール |